# Svartsot
Svartsot je danski folk metal sastav iz Randersa.

## Povijest sastava
Osnovan je 2005. godine, te njegovo ime na starom danskom znači "crna bolest". Nakon dva snimljena dema potpisali su za izdavačku kuću Napalm Records pod kojom im je 2007. objavljen prvi studijski album Ravnenes saga. Iduće godine kreću na turneju na kojoj su nastupali sa sastavima Týr s Farskih Otoka te škotskim Alestormom, međutim nakon toga zbog neslaganja oko daljneg glazbenog pravca, napuštaju ga svi članovi osim gitarista Crisa Frederiksena i Stewarta Lewisa koji je zbog bolesti svoje žene neaktivan, no i dalje ga se smatra članom sastava. Godine 2010. objavljuju svoj drugi album Mulmets Viser. te nastupaju u Njemačkoj na festivalu Wacken Open Air, te na austrijskom izdanju Metalfesta. Svoj treći, najnoviji album Maledictus Eris kojem je glavna tema borba s kugom koja je zahvatila Dansku u 14. stoljeću. objavili su u srpnju 2011. godine.

## Članovi sastava
Trenutačna postava
- Cris Frederiksen - gitara (2005.-)
- Hans-Jørgen Martinus Hansen - fluta, zviždaljke, mandolina, harmonika (2008.-)
- James Atkin - bas-gitara (2009.-)
- Thor Bager - vokal (2009.-)
- Frederik Uglebjerg - bubnjevi (2012.-)
- Michael Alm - ritam gitara (2012.-)

Bivši članovi
- Danni Jelsgaard - bubnjevi (2009. – 2012.)
- Stewart Lewis - zviždaljke, flauta, bodhran (2005. – 2008.)
- Henrik B. Christensen - bas-gitara (2005. – 2007.)
- Marcelo Freitas - bubnjevi (2005.)
- Niels P. Thøgersen - bubnjevi (2005. – 2008.)
- Michael Lundquist Andersen - gitara (2005. – 2008.)
- Claus B. Gnudtzmann - vokal (2005. – 2008.)
- Martin Kielland-Brandt - bas-gitara (2007. – 2008.)
- Cliff Nemanim - gitara (2009. – 2010.)

## Diskografija
Studijski albumi
- Ravnenes saga (2007.)
- Mulmets Viser (2010.)
- Maledictus Eris (2011.)
- Vældet (2015.)
- Kumbl (2022.)

## Vanjske poveznice
- Službena stranica